# Hluchov (okres Prostějov)
Obec Hluchov leží v přechodovém území mezi Hornomoravským úvalem a Českomoravskou vrchovinou. Prochází nim silnice z Prostějova do Konice se dvěma odbočkami, jižně k Běleckému Mlýnu a severovýchodně k Čechám pod Kosířem. Žije zde 340 obyvatel. V jižní části obce je osamocená skupina domků zvaná „Floriánov“, nyní „Na kopci“. V jihovýchodní části řeky Romže leží bývalý hluchovský mlýn. V jádru obce leží zmodernizovaný zámek, přestavěný na obecní úřad.

## Název
Jméno vesnice bylo odvozeno od osobního jména Hluch (totožného s jmenným tvarem obecného hluchý) a znamenalo "Hluchův majetek". V nejstarším písemném dokladu z 1141 (Gluchovo) ještě není provedena pravidelná hlásková změna g > h a jméno je ve středním rodě (s významem "Hluchovo sídlo").

## Historie
Ves Hluchov se poprvé uvádí roku 1141. Na přelomu 16. a 17. století zde vznikla tvrz, která byla v 18. století přestavěna na barokní zámek. V roce 1872 byl Hluchov zakoupen hrabětem Sylva-Taroucca, který vlastnil sousední panství Čechy pod Kosířem. Ale zanedlouho byl zámek prodán akciové společnosti drahanovického cukrovaru, která jej využila jako skladové prostory a kanceláře. Ve 2. polovině 20. století zámek získal MNV, který budovu zmodernizoval a umístil zde kanceláře. Není známo kdy byla stržena pravá polovina zámku.

## Obyvatelstvo

### Struktura
Vývoj počtu obyvatel za celou obec i za jeho jednotlivé části uvádí tabulka níže, ve které se zobrazuje i příslušnost jednotlivých částí k obci či následné odtržení.
| Místní části   | Místní části | 1869 | 1880 | 1890 | 1900 | 1910 | 1921 | 1930 | 1950 | 1961 | 1970 | 1980 | 1991 | 2001 | 2011 |
| -------------- | ------------ | ---- | ---- | ---- | ---- | ---- | ---- | ---- | ---- | ---- | ---- | ---- | ---- | ---- | ---- |
| Počet obyvatel | část Hluchov | 463  | 497  | 559  | 540  | 551  | 568  | 599  | 486  | 455  | 417  | 375  | 311  | 335  | 329  |
| Počet domů     | část Hluchov | 74   | 84   | 91   | 97   | 102  | 101  | 109  | 119  | 119  | 113  | 110  | 119  | 122  | 127  |

## Pamětihodnosti
- Na návsi stojí kaplička Panny Marie z let 1805–1808
- Barokní kamenný kříž z roku 1761 stojí směrem na Kostelec na Hané

## Významní rodáci
Jan Vyhlídal - farář, spisovatel Slezska a Hané

## Galerie

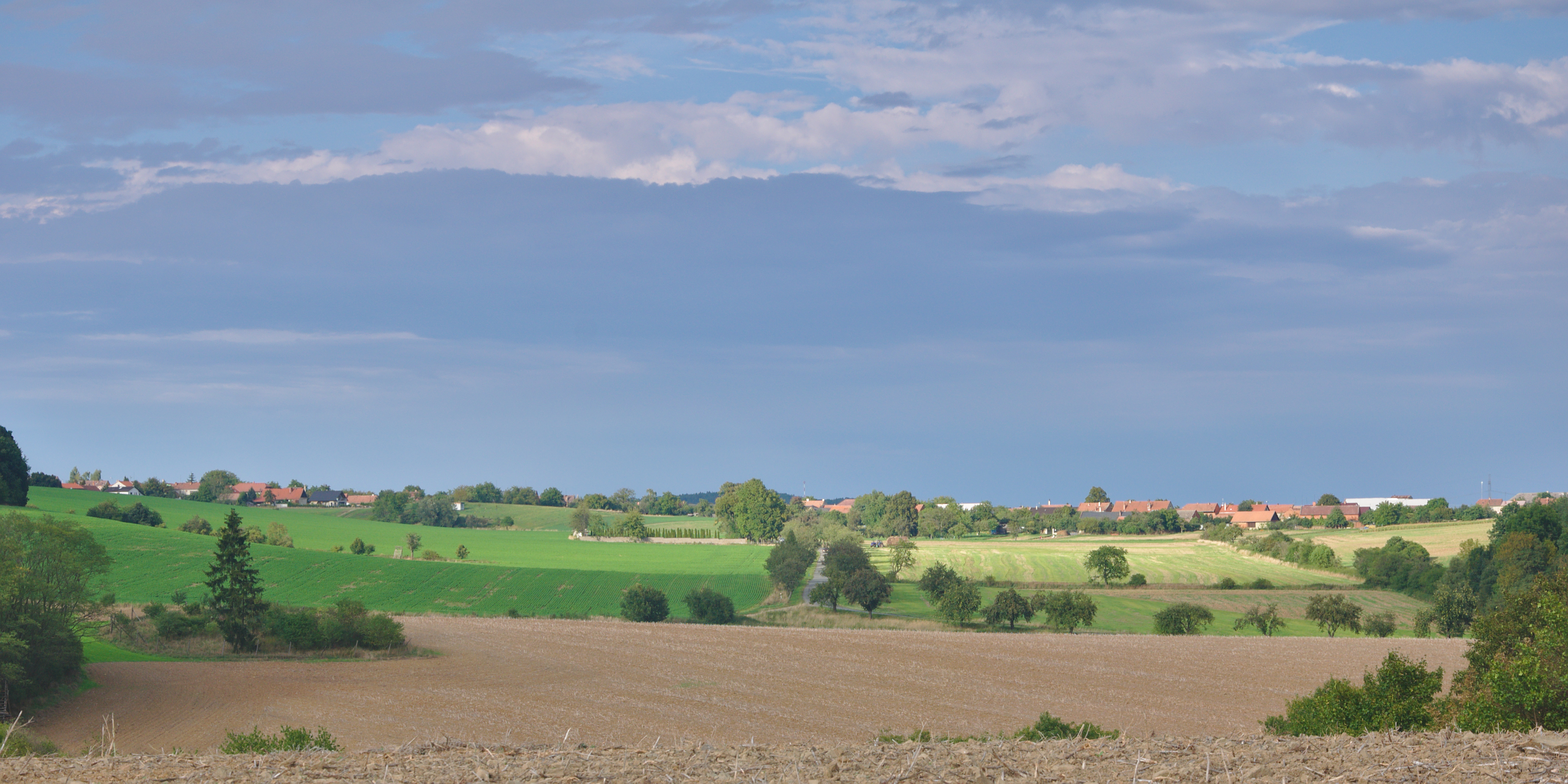
Pohled na obec od jihu
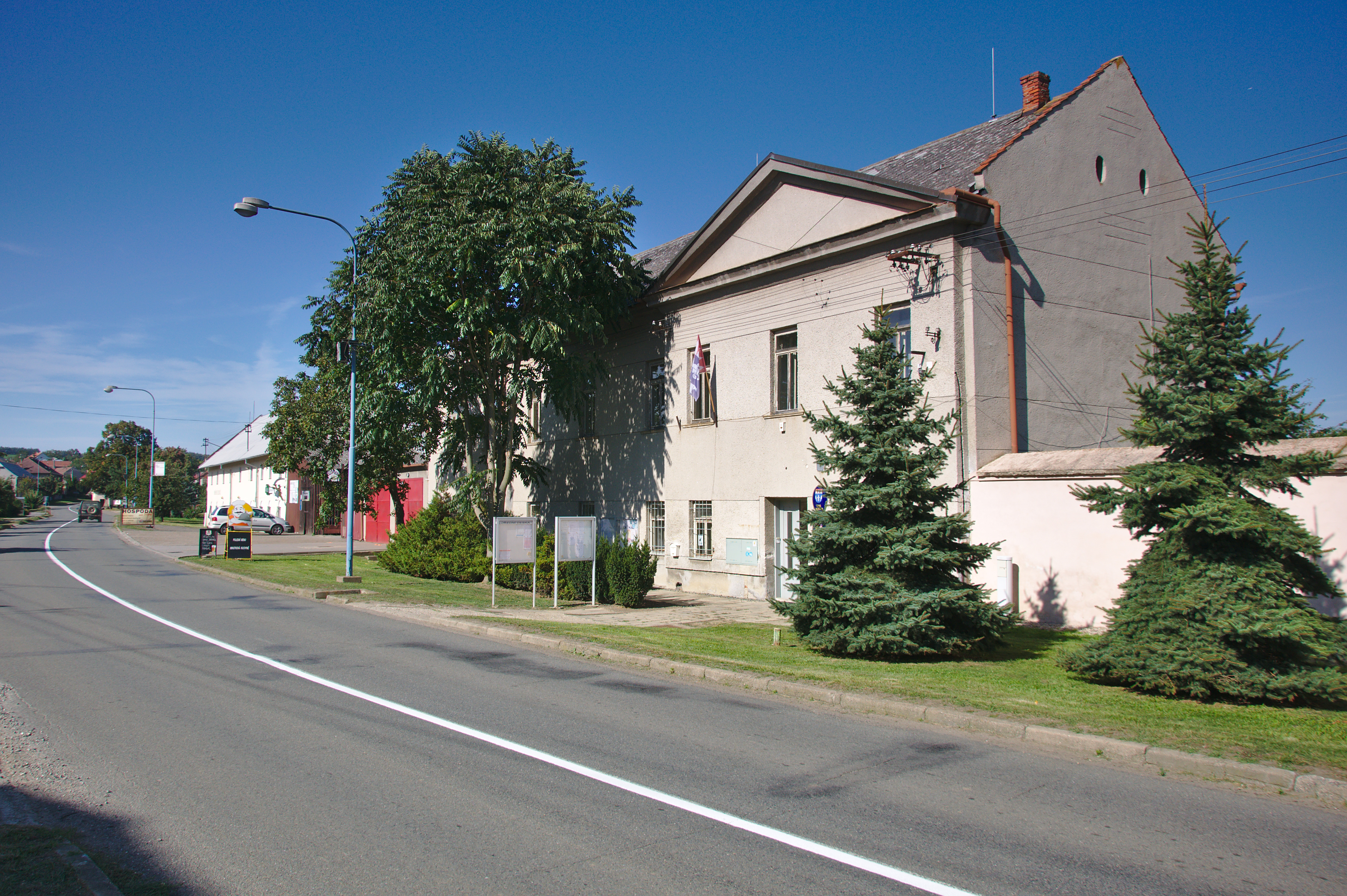
Obecní úřad
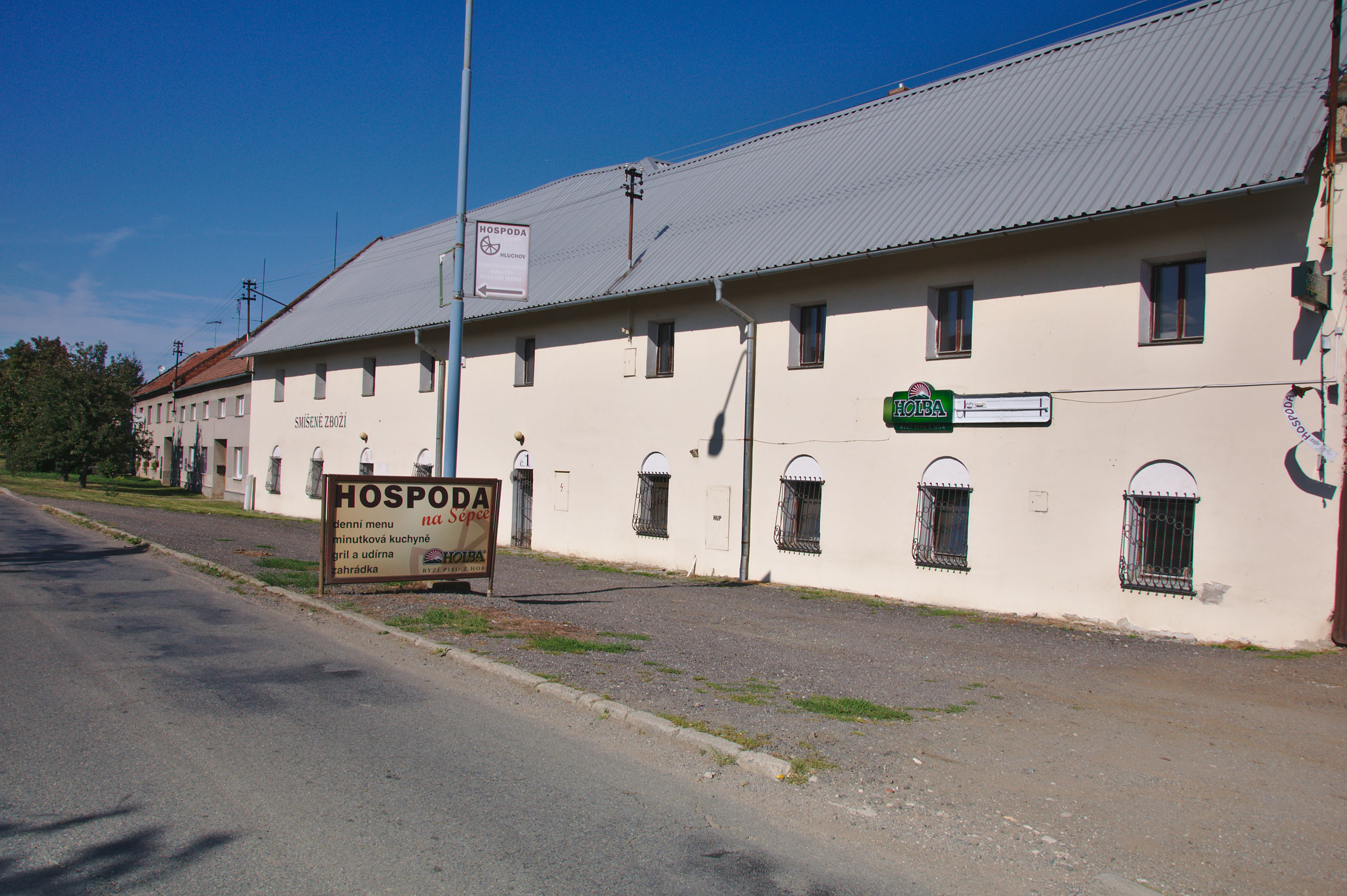
Sépka
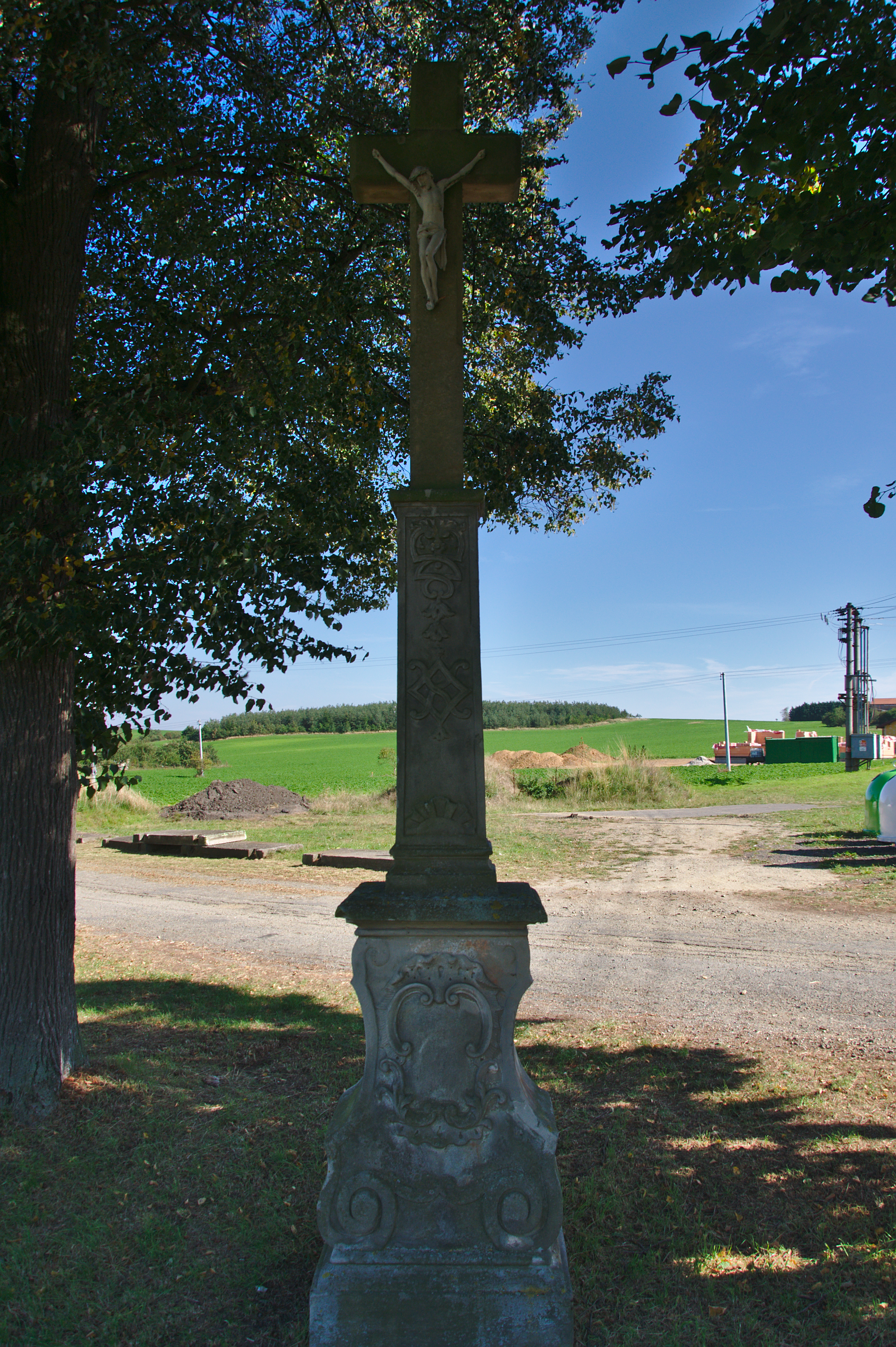
Kříž u silnice poblíž zemědělského družstva
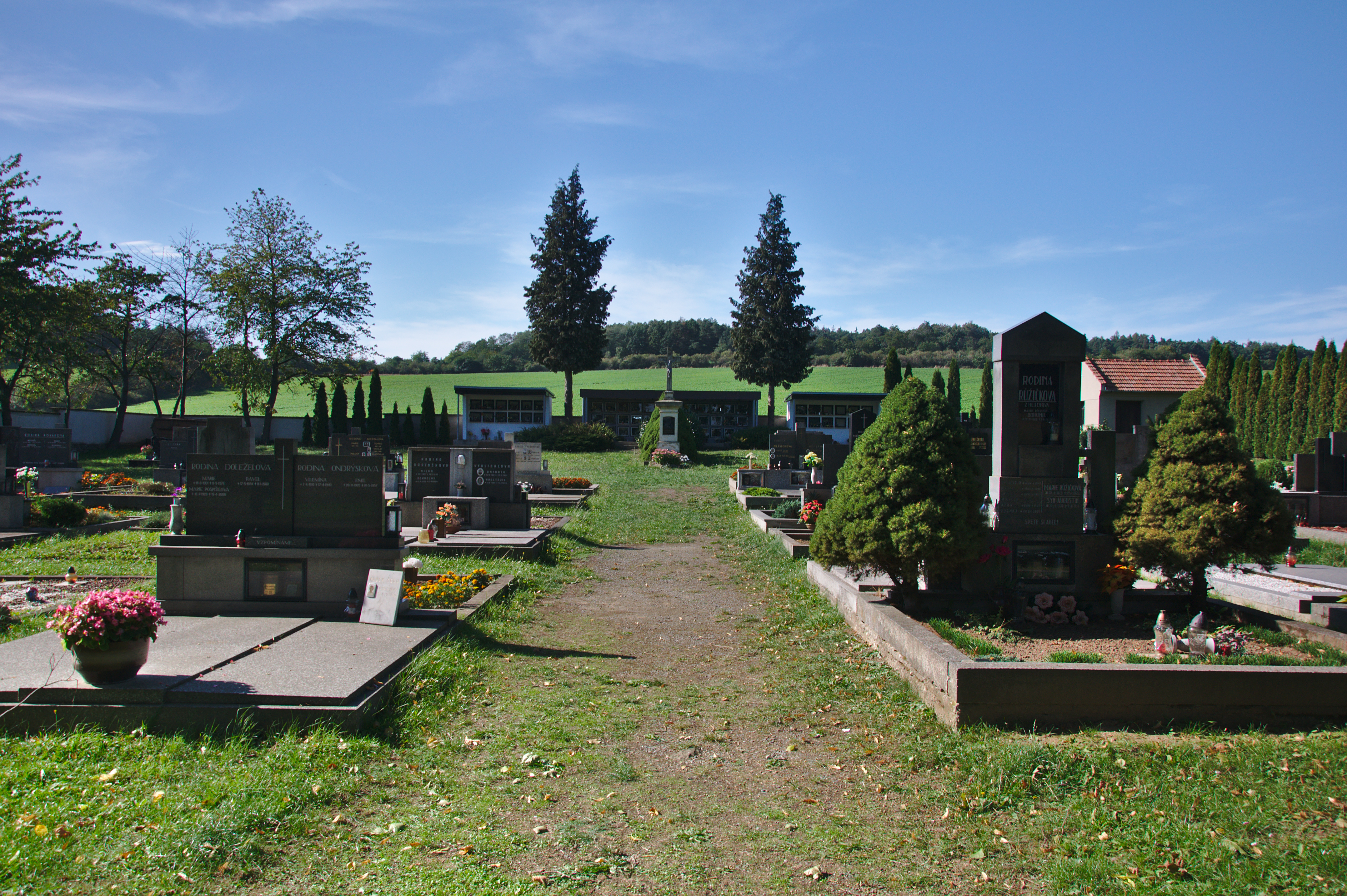
Hřbitov
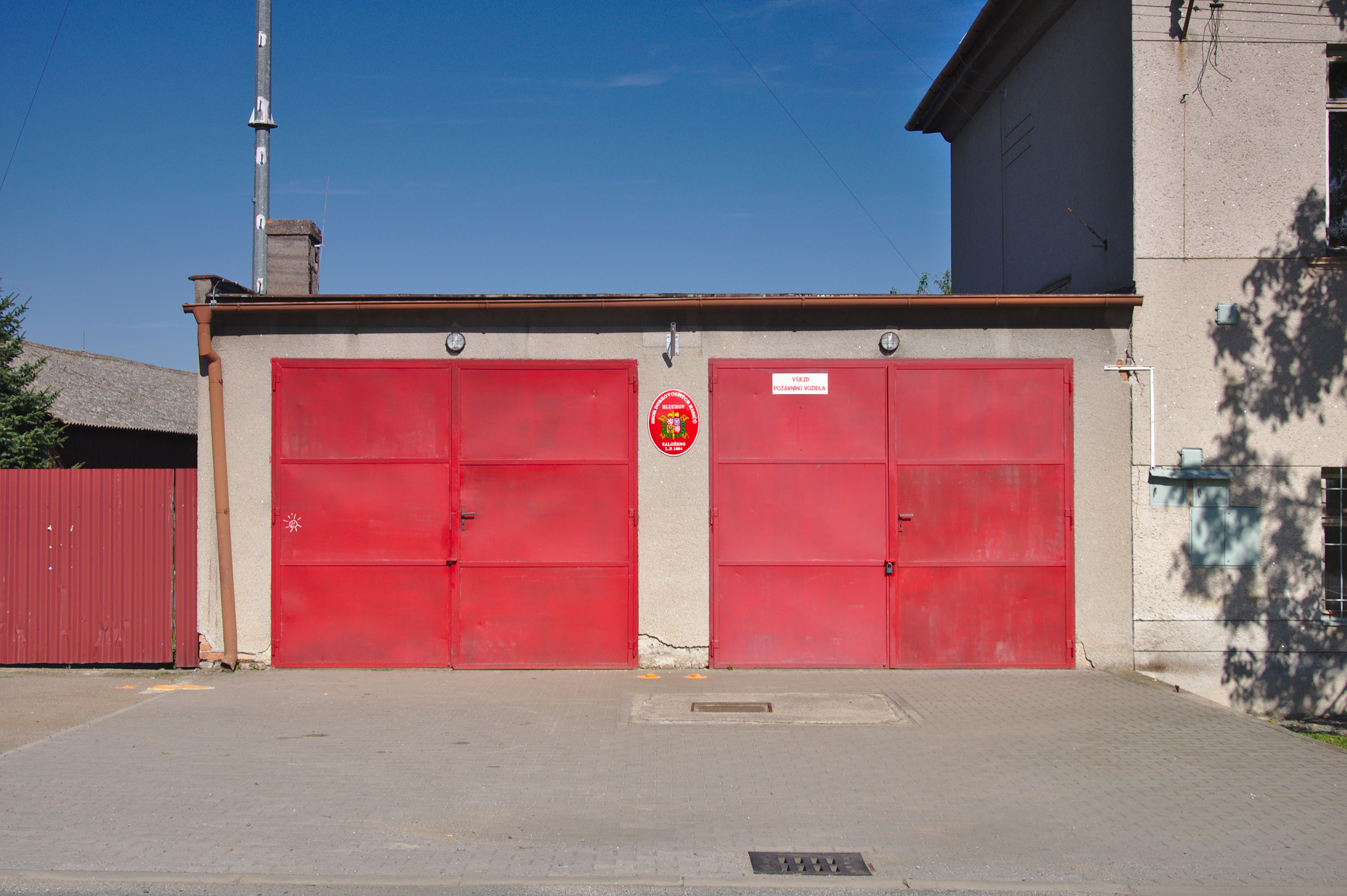
Hasičská zbrojnice
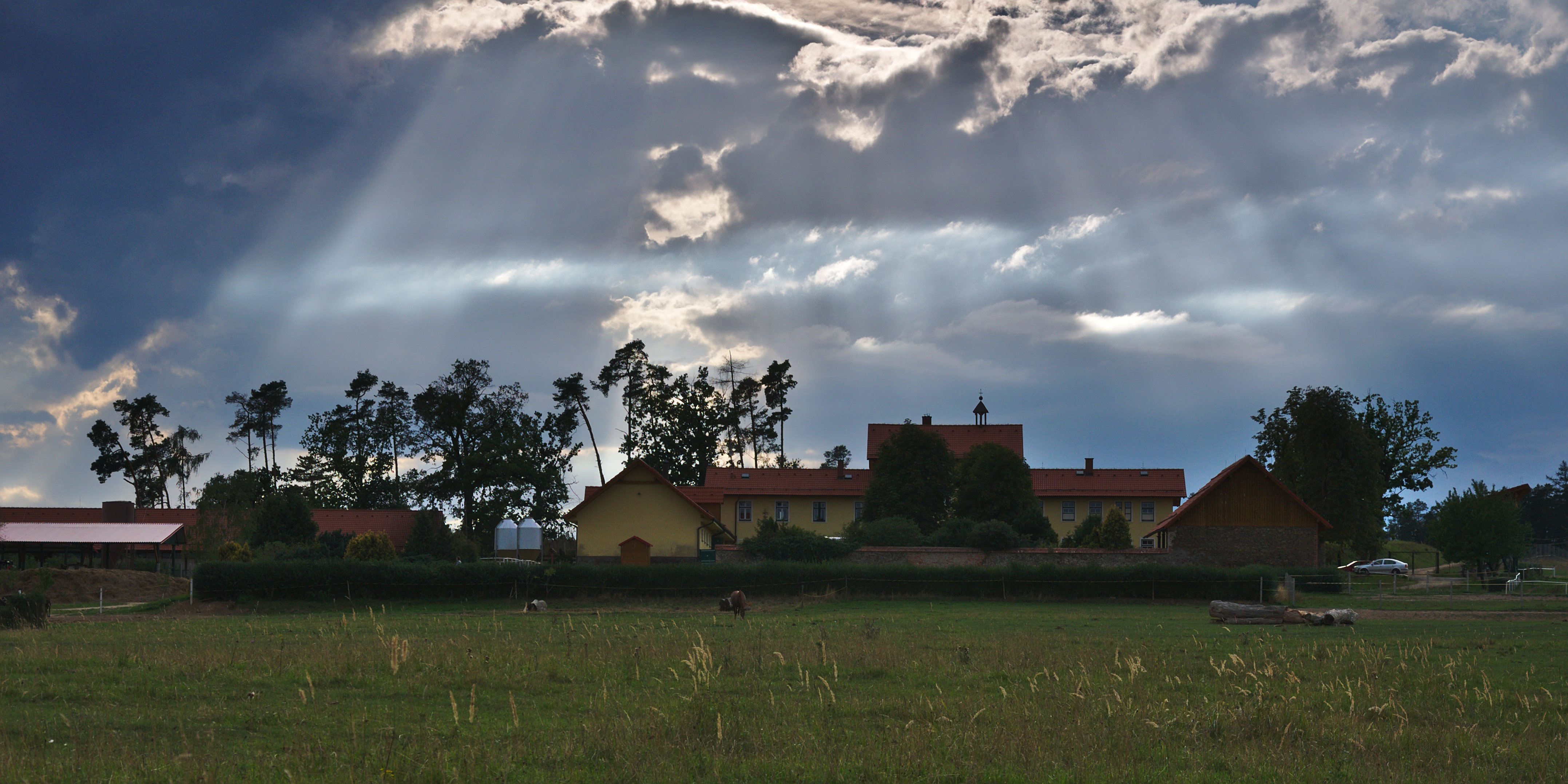
Samota Zámeček